# روبان نقره‌ای بهترین بازیگر مرد

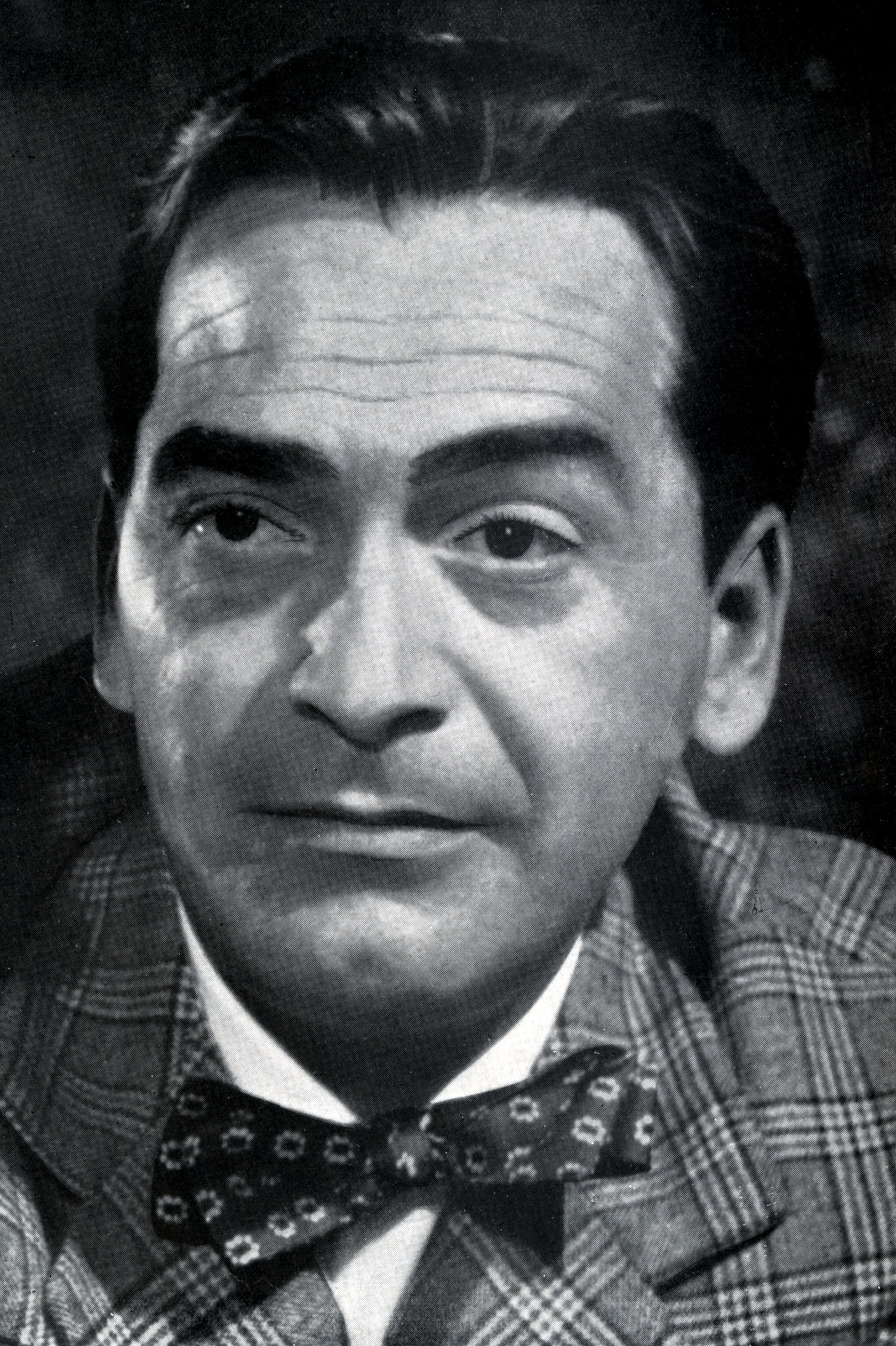
آندرهآ کِکی بازیگر-۱۹۴۶-ایتالیا

روبان نقره‌ای بهترین بازیگر مرد (انگلیسی: Nastro d'Argento for Best Actor) یکی از جوایز اتحادیه ملی روزنامه نگاران سینمای ایتالیا است از سال ۱۹۴۶ تاکنون به صورت سالانه به بهترین بازیگر مرد داده می‌شود.

## دهه ۱۹۴۰
- ۱۹۴۶ - آندره‌آ ککی - Due lettere anonime
- ۱۹۴۷ - آمدئو ناتزاری - راهزنی
- ۱۹۴۸ - ویتوریو دسیکا - قلب و روح
- ۱۹۴۹ - ماسیمو جیروتی - In the Name of the Law

## دهه ۱۹۵۰
- ۱۹۵۰ - جایزه داده نشد
- ۱۹۵۱ - آلدو فابریتسی -  Prima comunione
- ۱۹۵۲ - توتو - Cops and Robbers
- ۱۹۵۳ - رناتو راسل - شنل
- ۱۹۵۴ - نینو تارانتو - Easy Years
- ۱۹۵۵ - مارچلو ماسترویانی - روزهای عاشقی
- ۱۹۵۶ - آلبرتو سوردی - The Bachelor
- ۱۹۵۷ - جایزه داده نشد
- ۱۹۵۸ - مارچلو ماسترویانی - شب‌های روشن
- ۱۹۵۹ - ویتوریو گاسمن - آدم‌های ناشناس

## دهه ۱۹۶۰
- ۱۹۶۰ - آلبرتو سوردی - جنگ بزرگ
- ۱۹۶۱ - مارچلو ماسترویانی - زندگی شیرین
- ۱۹۶۲ - مارچلو ماسترویانی - طلاق به سبک ایتالیایی
- ۱۹۶۳ - ویتوریو گاسمن - سبقت (فیلم ۱۹۶۲)
- ۱۹۶۴ - اوگو تونیاتسی - The Conjugal Bed
- ۱۹۶۵ - سارو اورزی - گمراه و رهاشده
- ۱۹۶۶ - نینو مانفردی - Questa volta parliamo di uomini
- ۱۹۶۷ - توتو - پرنده‌های بزرگ و پرنده‌های کوچک
- ۱۹۶۸ - جان ماریا ولونته - We Still Kill the Old Way
- ۱۹۶۹ - اوگو تونیاتسی - La bambolona

## دهه ۱۹۷۰
- ۱۹۷۰ - نینو مانفردی -  Nell'anno del Signore
- ۱۹۷۱ - جان ماریا ولونته - بازجویی از یک شهروند دور از سوءظن
- ۱۹۷۲ - ریکاردو کوچولا - Sacco e Vanzetti
- ۱۹۷۳ - جانکارلو جانینی - The Seduction of Mimi
- ۱۹۷۴ - جانکارلو جانینی - عشق و آشوب
- ۱۹۷۵ - ویتوریو گاسمن - بوی خوش زن
- ۱۹۷۶ - میکله پلاچیدو - Victory March
- ۱۹۷۷ - آلبرتو سوردی - An Average Little Man
- ۱۹۷۸ - نینو مانفردی - In the Name of the Pope King
- ۱۹۷۹ - فلاویو بوچی - Ligabue

## دهه ۱۹۸۰
- ۱۹۸۰ - نینو مانفردی - Café express
- ۱۹۸۱ - ویتوریو میتزوجورنو - سه برادر
- ۱۹۸۲ - اوگو تونیاتسی - Tragedy of a Ridiculous Man
- ۱۹۸۳ - فرانچسکو نوتی - The Pool Hustlers
- ۱۹۸۴ - کارلو دله پیانه - Una gita scolastica
- ۱۹۸۵ - میکله پلاچیدو - Pizza connection
- ۱۹۸۶ - مارچلو ماسترویانی - جینجر و فرد
- ۱۹۸۷ - روبرتو بنینی - مغلوب قانون (in English language)
- ۱۹۸۸ - مارچلو ماسترویانی - چشمان سیاه
- ۱۹۸۹ - جان ماریا ولونته - The Abyss (in French language)

## دهه ۱۹۹۰
- ۱۹۹۰ - ویتوریو گاسمن -  Lo zio indegno
- ۱۹۹۱ - مارچلو ماسترویانی - Towards Evening
- ۱۹۹۲ - روبرتو بنینی - Johnny Stecchino
- ۱۹۹۳ - دیگو ابتنتوئونو - Puerto Escondido
- ۱۹۹۴ - پائولو ویلاجیو - The Secret of the Old Woods
- ۱۹۹۵ - آلساندرو هابر - La vera vita di Antonio H.
- ۱۹۹۶ - سرجو کاستلیتو - ستاره‌ساز
- ۱۹۹۷ - لئوناردو پیراچونی - چرخند
- ۱۹۹۸ - روبرتو بنینی - زندگی زیباست
- ۱۹۹۹ - جانکارلو جانینی - La stanza dello scirocco

## دهه ۲۰۰۰
- ۲۰۰۰ - سیلویو اورلاندو - I Prefer the Sound of the Sea
- ۲۰۰۱ - استفانو آکورسی - The Ignorant Fairies
- ۲۰۰۲ - سرجو کاستلیتو - لبخند مادر من
- ۲۰۰۳
  - نری مارکوره - Incantato
  - جیجی پرویتی - Febbre da cavallo - La mandrakata
- ۲۰۰۴
  - السیو بونی، فابریتزیو جیفونی، لوییجی لو کاشو، آندره‌آ تیدونا - بهترین دوران جوانی
  - روبرتو هرلیتزکا - Good Morning, Night
- ۲۰۰۵ - تونی سرویلو - پیامدهای عشق
- ۲۰۰۶ - پیرفرانچسکو فاوینو، کیم روسی استوارت، کلاودیو سانتاماریا - Romanzo criminale
- ۲۰۰۷ - سیلویو اورلاندو - The Caiman
- ۲۰۰۸ - تونی سرویلو -  La ragazza del lago
- ۲۰۰۹ - تونی سرویلو - ایل دیوو

## دهه ۲۰۱۰
- ۲۰۱۰
  - الیو جرمانو - زندگی ما
  - کریستین دسیکا -  Il figlio più piccolo
- ۲۰۱۱ - کیم روسی استوارت - Vallanzasca - Gli angeli del male
- ۲۰۱۲ - پیرفرانچسکو فاوینو - ACAB – All Cops Are Bastards and Piazza Fontana: The Italian Conspiracy
- ۲۰۱۳ - آنیلو آرنا - واقعیت
- ۲۰۱۴ - فابریتزیو بنتیوولیو و فابریتزیو جیفونی - Human Capital
- ۲۰۱۵ - آلساندرو گازمن - An Italian name و شام